# Telefonvillan

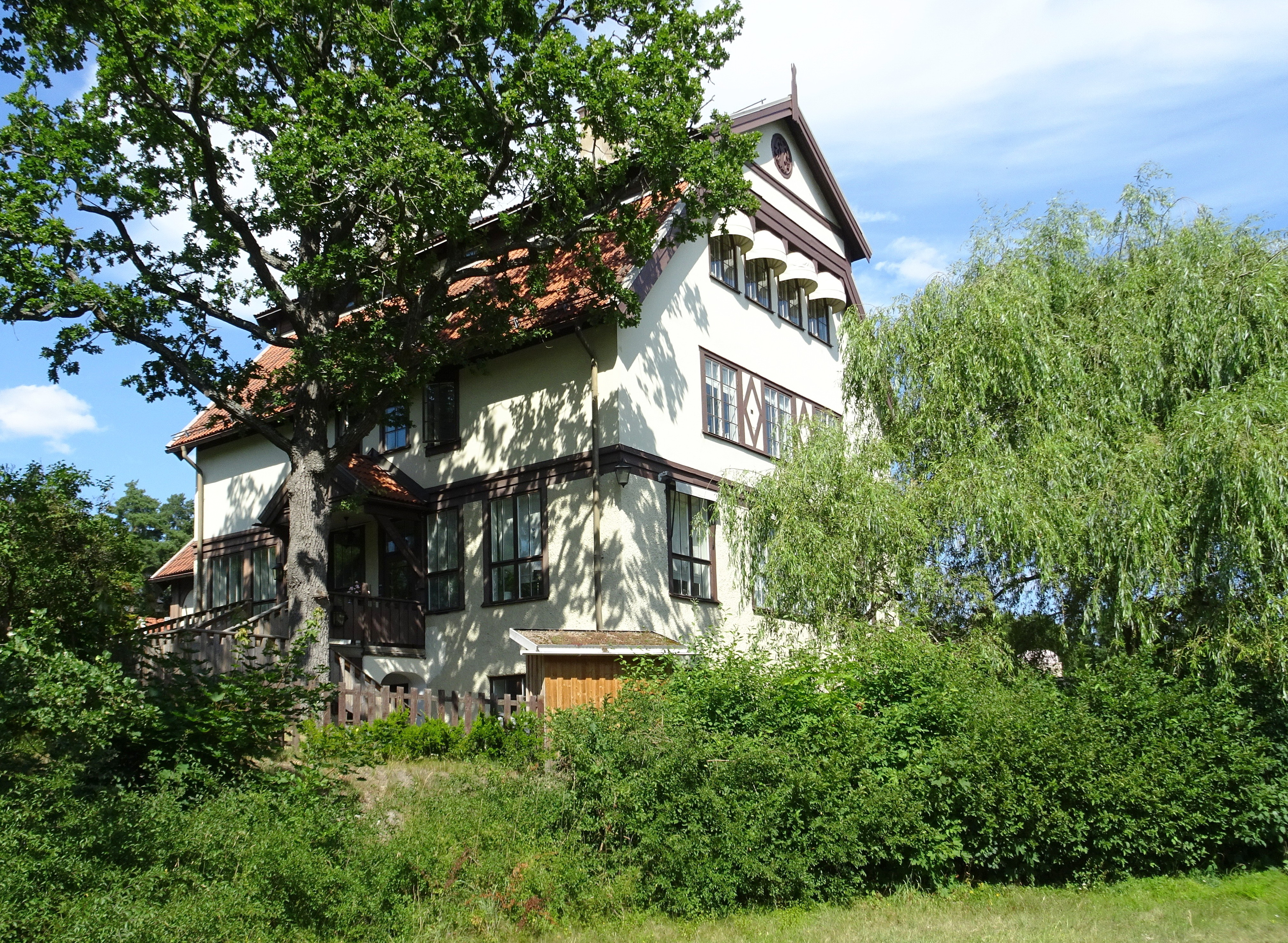
Telefonvillan, fasad mot Kyrkvägen, juli 2021.

Telefonvillan kallas en byggnad i kvarteret Kvarnlyktan mellan Stockholmsvägen 68 och Kyrkvägen i kommundelen Hersby i Lidingö kommun. Byggnaden ritades av arkitekt Ivar Callmander, och togs i bruk 1911 som telefon-, post- och telegrafstation. Byggnaden är noterad som ”omistlig” i Stockholms läns museums inventeringar från år 1995. Fastigheten Kvarnlyckan 4 ingår i ett område som av kommunen utpekas som ”Kulturhistoriskt värdefulla bebyggelsemiljöer”. I villan, som är q-märkt i gällande detaljplan, finns sedan 2016 åtta bostadsrättslägenheter.

## Historik

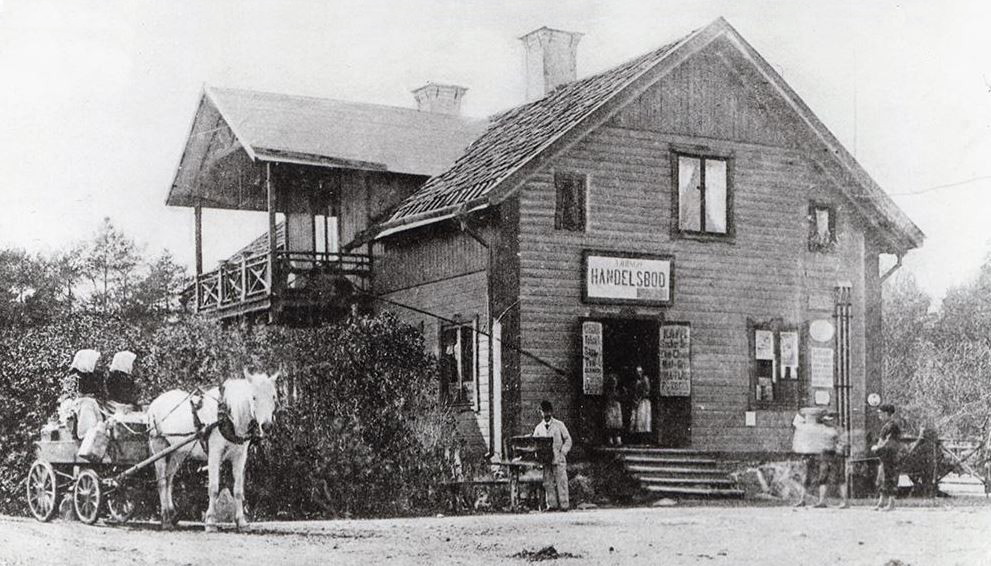
Villa Nynäs kring 1890-talet.

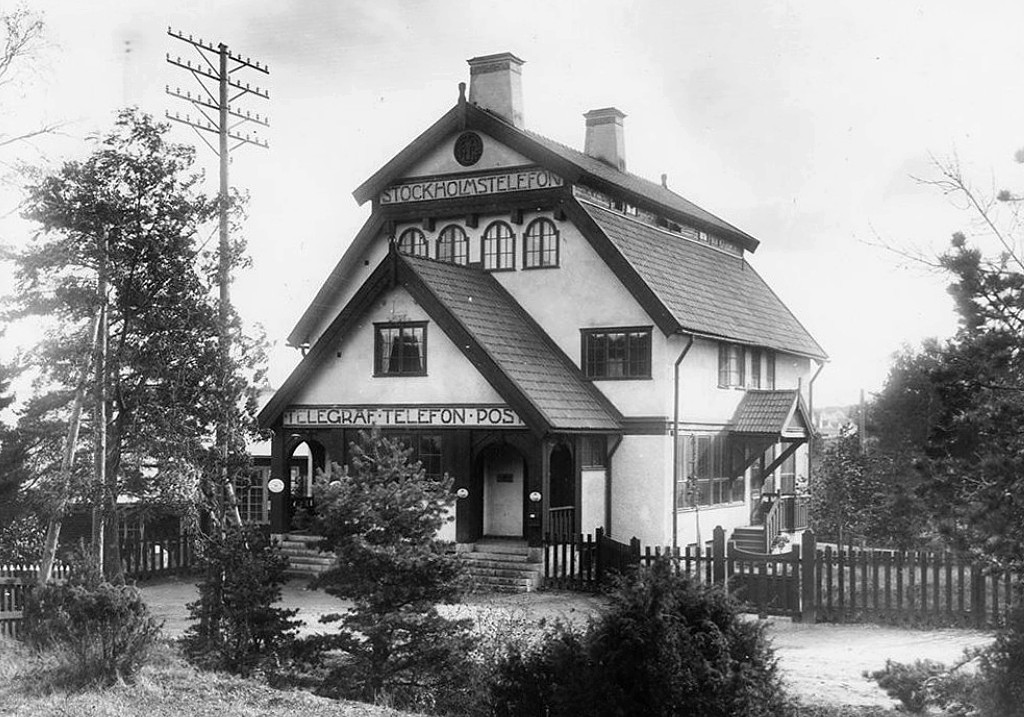
Telefonvillan, 1911.

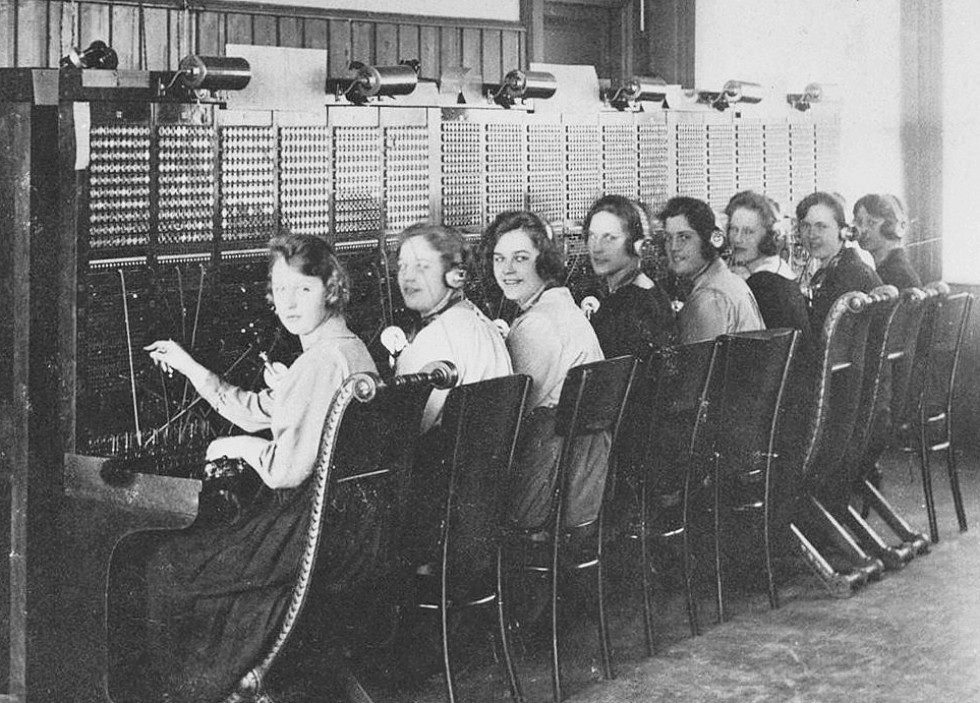
Telefonister i apparatrummet, före 1930.

### Bakgrund
Lidingö fick sin första telefonförbindelse 1883 som inrättades av Stockholms Allmänna Telefon AB (SAT) i Villa Nynäs, en handelsbod vid Stockholmsvägen 109. Till en början hade bolaget 22 abonnenter. Bland tidiga telefonägare på Lidingön fanns Albert Janse på Elfviks gård, Harald Zetterberg på Sticklinge gård och Carl Gustaf Dahlerus på Islinge gård. Samtalen kopplades manuellt och det fanns bara en ingående och en utgående linje viket lätt kunde skapa köer. Ytterligare en telefonstation öppnades 1891 av ett konkurrerande telefonbolag i Villa Alexberg, Stockholmsvägen 101. År 1892 hade antal abonnenter stigit till 47. 
Området var något av ett tekniskt centrum för nybildade Lidingö villastad. Intill telefonstationen låg Lidingö Trafik AB:s vagnhall byggd 1907 och lite längre österut, vid Stockholmsvägen 76, invigdes 1910 villastadens nya elektricitetsverk.

### Byggnaden
År 1911 uppfördes den så kallade Telefonvillan av Stockholms Allmänna Telefon AB vid Stockholmsvägen 68. SAT anlitade arkitekt Ivar Callmander, som formgav byggnaden i nationalromantiskt stil med tysk påverkan och med referenser till engelska Arts and Crafts - rörelsen. Telefonvillan har kvadratisk plan och är uppförd i två våningar med vind och källare i souterräng. Mot norr finns en lägre tillbyggnad i en våning. Fasaderna i bottenvåningen är ytbehandlade i blekt gul spritputs, de övre våningarna är slätputsade i samma kulör. Fönstersnickerier, foder, lister och gesimser är målade i brun kulör. Sockeln består av putsad betong med några ingjutna runda naturstenar. Taket är utformat som sadeltak delat i två fall med mellanliggande vertikal band. Taktäckningsmaterial utgörs av tvåkupigt rött taktegel. 
När villan var nybyggd upptogs större delen av bottenvåningen av två apparatsalar. De höga fönstren i bottenplanet vittnar om behovet av dagsljus till de två stora apparatrummen. I bottenplanet låg också en lägenhet om 1 rum och kök och ett enkelrum. I övervåningen fanns två lägenheter för personalen. Vindsvåningen fick dagsljus via fyra rundade fönster i gavlarna men var troligen oinredd (idag inredd med två bostäder).
Byggnaden inhyste utöver telefonstation även telegramexpedition och postkontor. I huset fanns två ljudisolerade telefonhytter som var tillgängliga utifrån via två entréer i den lägre husdelen mot Stockholmsvägen. Den ena gick till Rikstelefon för rikssamtal och den andra till Stockholms Allmänna Telefonbolag för lokalsamtal. Därifrån kunde allmänheten ringa eller Lidingöbor som saknade telefon. Redan 1916 flyttades poststationen från Telefonvillan till Vasavägen 4. På 1930-talet automatiserades stationen, medan telegramexpeditionen var i bruk fram till början av 1960-talet.

## Villans vidare öden
Huset totalrenoverades på 1980-talet. 1982 övergick fastigheten till privat ägo och gjordes om till lager, kontor och handelsändamål. Sedan 1994 var huset uthyrt till ett företag som bedrev vårdboende för personer med missbruksproblem. År 2010 blev Telefonvillan till salu med ett utgångspris på 14,5 miljoner kronor. 
Detaljplanen från 1984 medgav kontor och handelsändamål och att befintlig kulturhistoriskt värdefull byggnad skall bevaras. En ny detaljplan från 2014 möjliggjorde även bostäder i huset. Fastigheten är q-märkt vilket innebär bland annat att byggnaden får inte rivas, exteriören får inte förvanskas och yttre byggnadsdelar och detaljer skall behållas och får inte förvanskas eller förgrovas.
År 2016 bildades bostadsrättsföreningen Telefonvillan som äger sex lägenheter i huset. De ursprungliga texterna på husfasaden ”Stockholmstelefon”, ”Telegraf, Telefon, Post” finns inte kvar längre. Det som påminner idag om den tidigare verksamheten är bolagets emblem, en äldre telefonlur omgiven av elektriska blixtar, som syns i gavelspetsarna.

### Nutida bilder

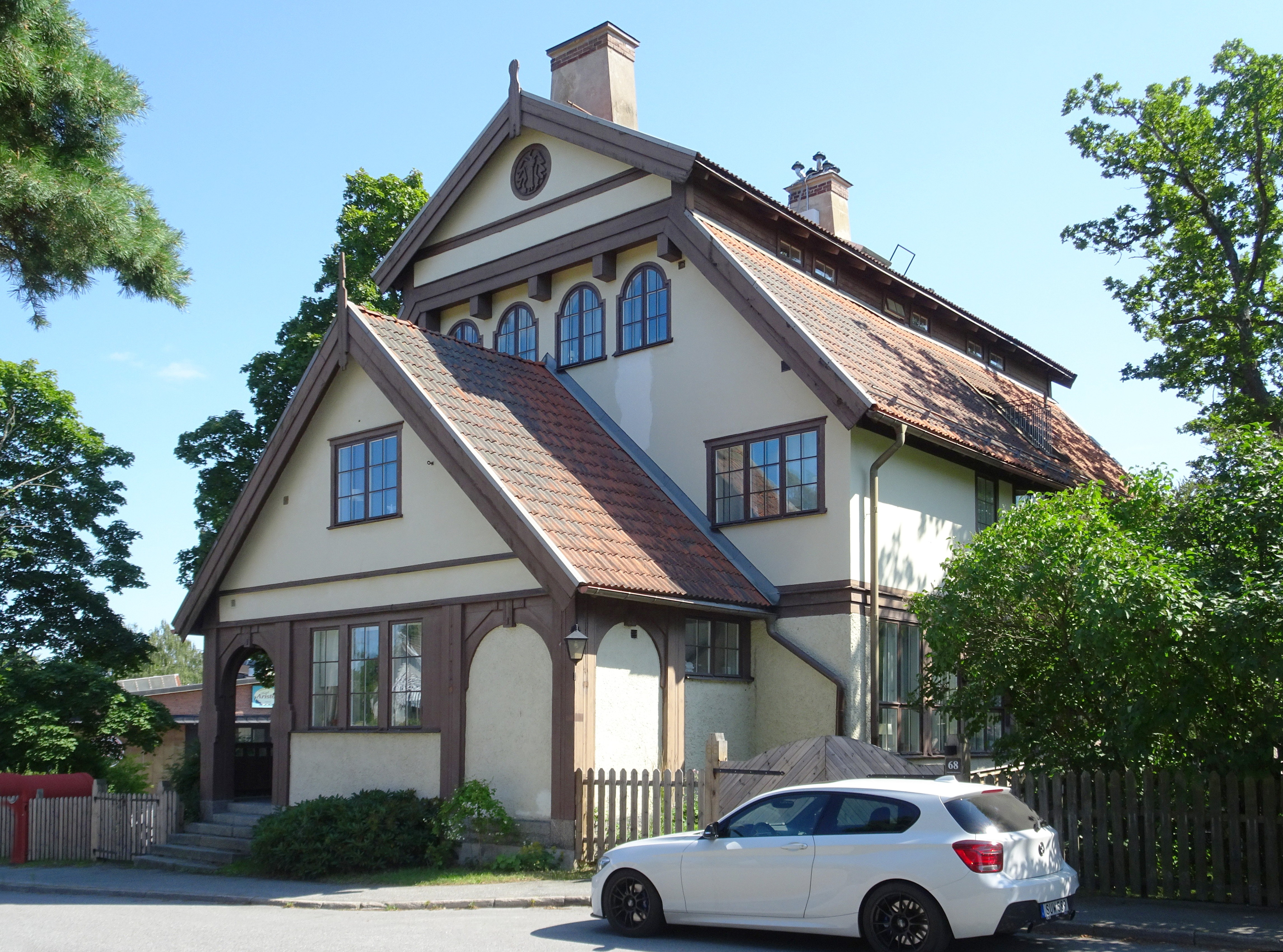
Fasad mot Stockholmsvägen.
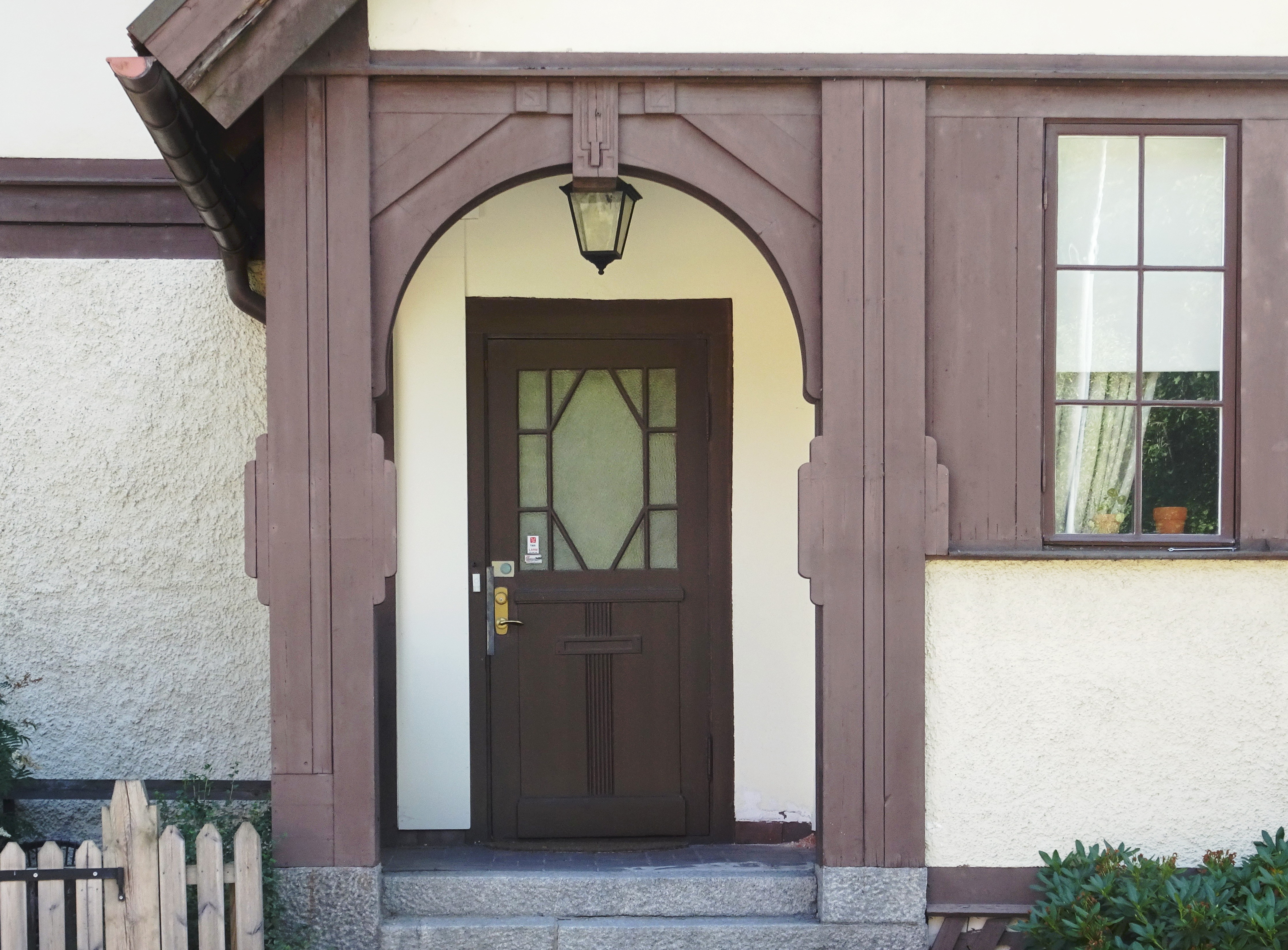
Entré mot Stockholmsvägen.
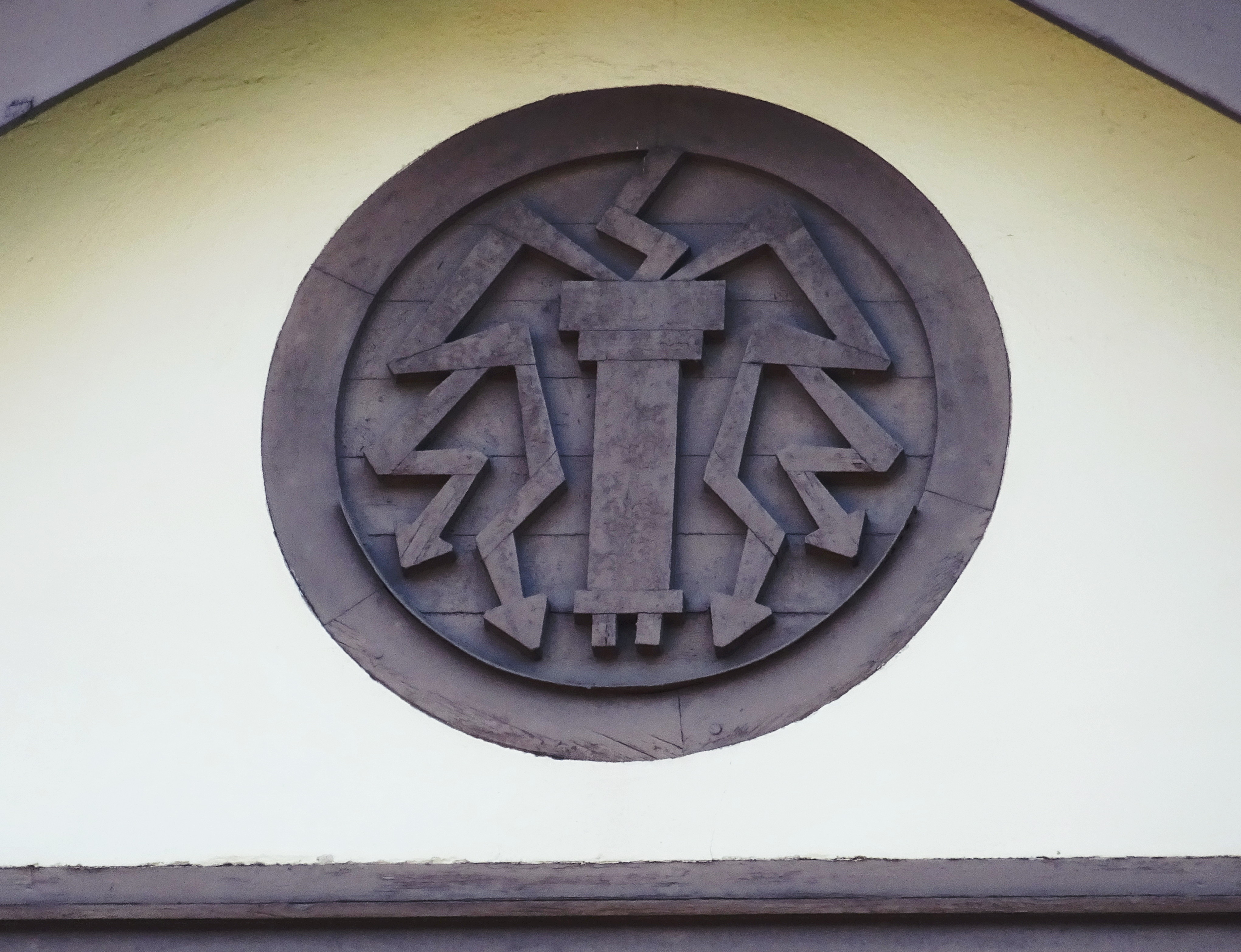
SAT:s emblem i gavelspetsen.
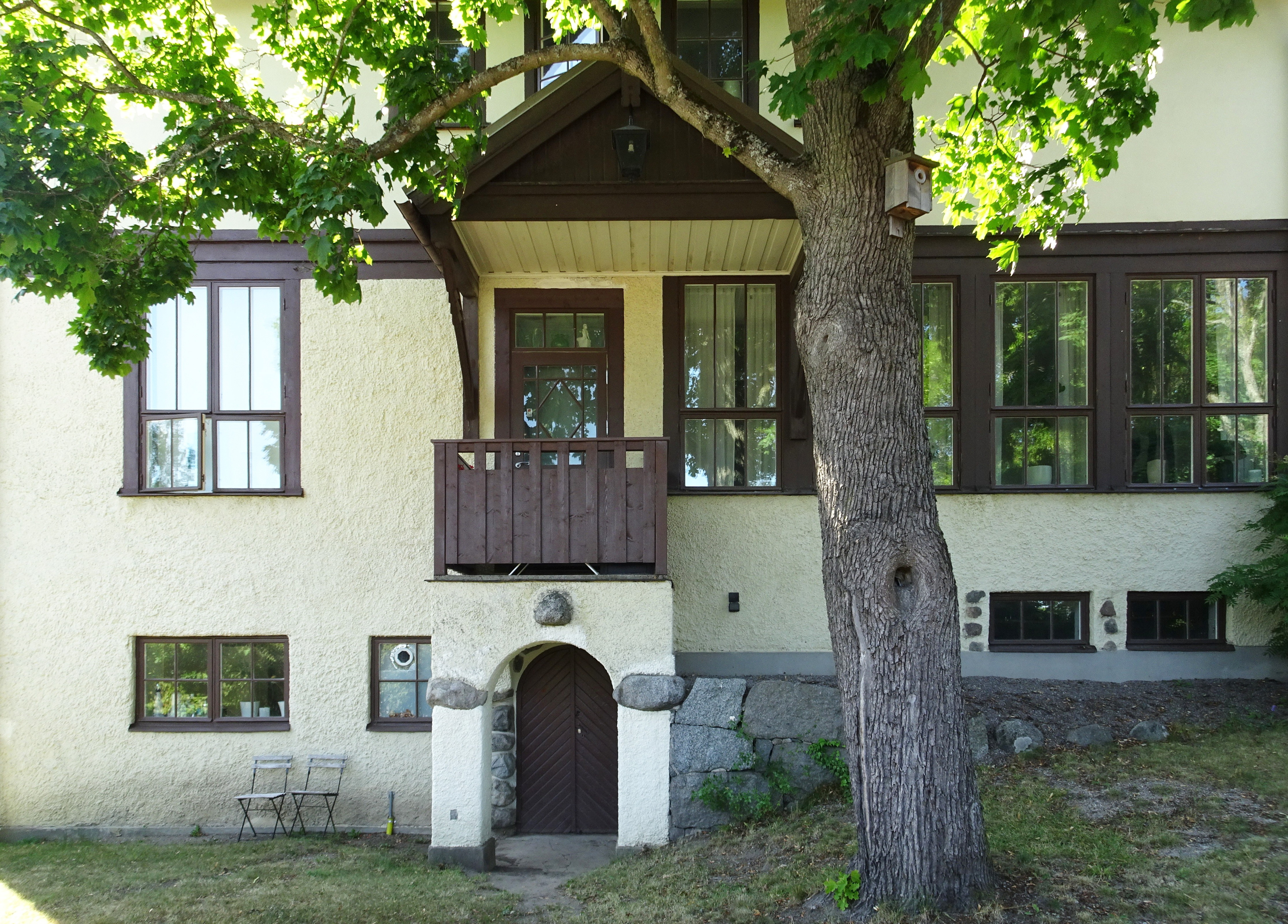
Entré mot nordost.
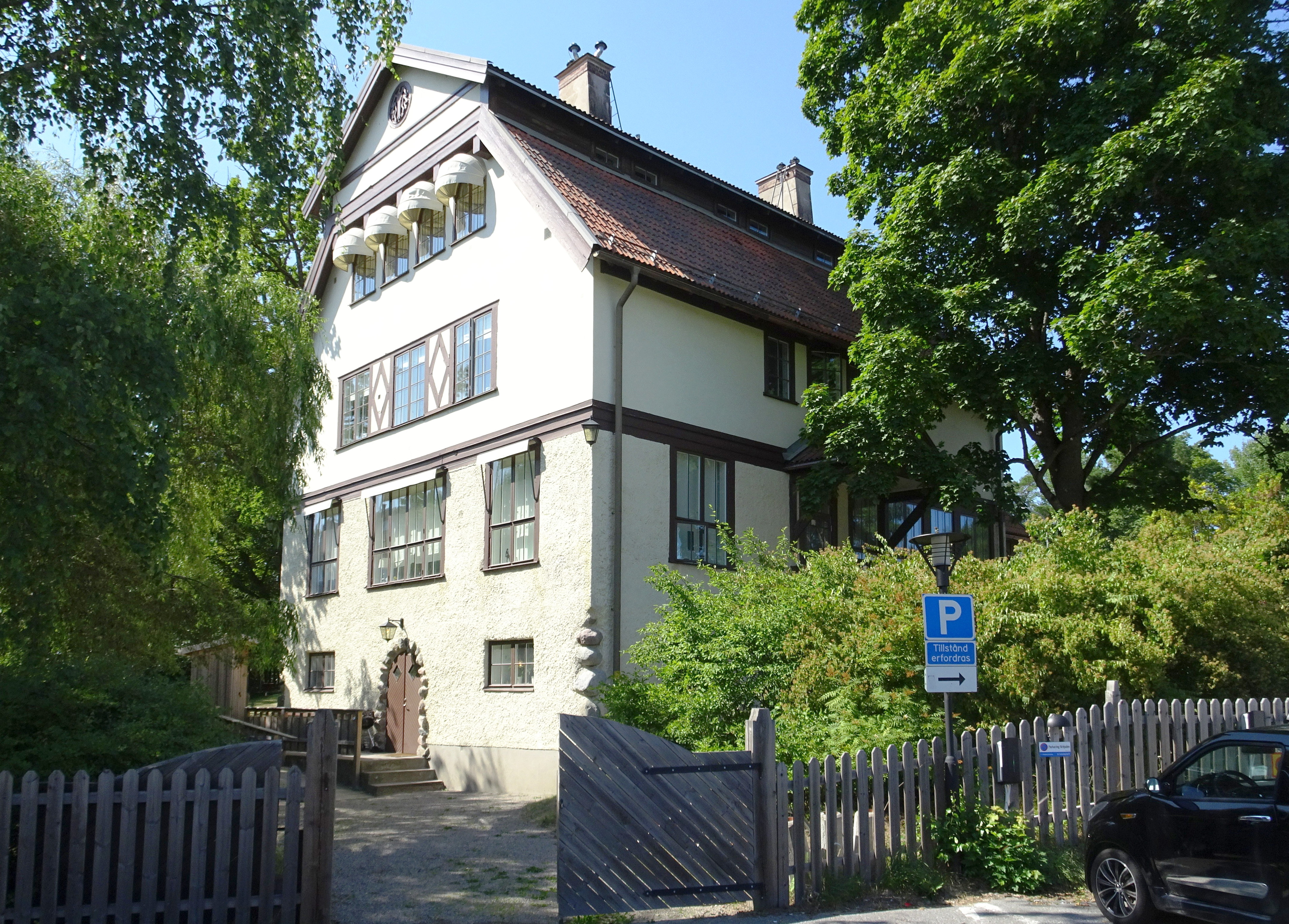
Fasad mot nordost.